# Golfslag (tijdschrift)
Golfslag was een Vlaams-nationalistisch tijdschrift, opgericht in 1946 door Manu Ruys, Adriaan de Roover, en Ivo Michiels (pseudoniem van Rik Ceuppens). Het eerste nummer verscheen in maart 1946. Het tijdschrift hield op te bestaan in 1950.
Tot de redactie behoorden tevens Hugo Grimberger, Joris de Wolf, Roland van Oplinter, Piet de Meeuw, Albe (pseudoniem van Renaat Joostens), Hendrik Storm (pseudoniem van Paul De Vree), Lambert Stiers (pseudoniem van Paul Lebeau) en Paul Haimon.